# 岩沼市立岩沼小学校
岩沼市立岩沼小学校（いわぬましりつ いわぬましょうがっこう）は宮城県岩沼市にある公立小学校。

## 概要
- 岩沼市の中心部が学区となっている[1]。

## 沿革
出典：
- 1873年（明治6年） - 第五十二番小学校として開校
- 1941年（昭和16年）4月1日 - 岩沼国民学校に改称
- 1947年（昭和22年）4月1日 - 岩沼町立岩沼小学校に改称
- 1971年（昭和46年）
  - 市制施行に伴い、岩沼市立岩沼小学校に改称
  - 新校舎完成
- 1977年（昭和52年）4月1日 - 岩沼市立岩沼西小学校が分離開校
- 1979年（昭和54年）4月1日 - 岩沼市立岩沼南小学校が分離開校

## 校訓
- 正直・親切・勤勉[1]

## 通学区域
出典：
- 稲荷町、本町（1番(4号･5号)・7番(27号～32号)）、二木一丁目（1番・2番・3番・4番(20号･22号) ・5番(3～７号･24号)を除く）、二木二丁目、 大手町、中央一丁目、中央二丁目、中央三丁目、中央四丁目、館下一丁目（４番を除く）、館下二丁目、館下三丁目、桜一丁目、桜二丁目、桜三丁目、桜四丁目、桜五丁目、相の原一丁目、相の原二丁目、相の原三丁目、末広一丁目、末広二丁目、梶橋、押分（字孫助原の一部）、下野郷（糀内、江口の一部、上中筋、中境の一部、前條の一部、杉ノ下前）

## 進学先中学校
- 公立学校は、大部分は岩沼市立岩沼北中学校も一部は岩沼市立岩沼中学校へ進学する[2]。